# Luis Mayanés
Luis Mayanés (15 gennaio 1925 – 6 novembre 1979) è stato un calciatore cileno, di ruolo attaccante.

## Carriera
Prese parte con la Nazionale cilena ai Mondiali del 1950.